# HMS Gloxinia (K22)
«Глоксініа» (англ. HMS Gloxinia (K22) — військовий корабель, корвет типу «Флавер» Королівського військово-морського флоту Великої Британії за часів Другої світової війни.
Корвет «Глоксініа» був закладений 21 березня 1940 року на верфі компанії Harland and Wolff у Белфасті. 2 липня 1940 року він був спущений на воду, а 22 серпня 1940 року увійшов до складу Королівських ВМС Великої Британії.
Корабель брав участь у бойових діях на морі в Другій світовій війні, бився в Атлантиці, на Середземному морі, супроводжував десятки конвоїв, підтримував висадку морських десантів. За проявлену мужність та стійкість у боях бойовий корабель заохочений шістьма бойовими відзнаками.

## Історія

### 1940
Після введення до строю та завершення ходових випробувань і тренувань «Глоксініа» перейшов до Тоберморі, звідкіля 7 вересня прибув до Ліверпуля до складу тамтешніх сил ескорту, який діяв у Західних підходах. У середині вересня супроводжував конвої HX 71 та OB 218. 25 вересня був атакований німецьким підводним човном U-14, тим часом U-137 капітан-лейтенанта Герберта Вольфарта затопив танкер SS Stratford та пошкодив SS Ashantian. Здійснював порятунок вцілілих у катастрофі, врятував 54 чоловіки. Протягом жовтня залучався до супроводу конвоїв OB 226, OB 233, SL 49 та HX 81.
16 листопада вийшов разом з однотипними корветами «Піоні», «Салвіа» і «Гайоцинт» до 10-ї групи корветів, що базувалися на Середземному морі в Александрії. 23 листопада кораблі прибули до Гібралтару, де відразу підключилися до виконання першого бойового завдання.
У листопаді 1940 року корвет «Глоксініа» залучався до проведення операції «Коллар». Операція Collar була спланована командуванням британських ВМС, як комплексна операція з проведення конвою з необхідним вантажем для військ, що дислокувалися на Мальті, у Греції та на Криті. Одночасно за задумом флотського керівництва здійснювався перехід кількох кораблів до нових баз і перекидання військ морем. Для реалізації всіх завдань наявні військово-морські сили було поділено на 3 оперативні групи: оперативна група «B», оперативна група «F» та оперативна група «D».
25 листопада конвой «Коллар» пройшов через Гібралтарську протоку й увійшов до Середземного моря. Військові транспортні судна Clan Forbes і Clan Fraser прямували з вантажем на Мальту, водночас транспорт New Zealand Star продовжував свій шлях до бухти Суда у супроводі есмінців: «Дункан», «Готспар», «Велокс», «Відет», «Реслер» і корветів: «Піоні», «Салвіа», «Глоксініа», «Гайоцинт». З есмінців тільки «Велокс» і «Реслер» прикривали судна в Сицилійській протоці.
Далеке прикриття конвою в східній частині Середземного моря забезпечувала оперативна група «С» Середземноморського флоту: авіаносець «Ігл», лінкори «Малайя» і «Барем».
Вихід британського флоту з Александрії привернув увагу італійців і в 12:00 26 листопада потужні сили італійського флоту під командуванням адмірала І.Кампіоні висунулися в район мису Спартівенто, Сардинія (на відстані близько 350 миль) з наміром перехопити мальтійський конвой та раптовим ударом завдати поразки противникові.
27 листопада відбулася битва, яка згодом стала відома як бій біля мису Спартівенто, а з італійського боку — бій біля мису Теулада. Незважаючи на деяку перевагу в силах на початок битви, італійці не наважилися скористатися своєю перевагою та розгромити противника. У цілому морський бій тривав лише 54 хвилини, і обидва флоти, не скориставшись результатами швидкоплинного вогневого контакту між бойовими кораблями, відступили з поля битви.

### 1942
18 жовтня екіпаж збив з 20-мм зенітної установки німецький винищувач Me 109 поблизу туніського Сфакса.